# 多佛 (纽约州)
多佛（英語：Dover）是位于美国纽约州达奇斯县的一个镇，地处达奇斯县东部，东靠康涅狄格州。2010年美国人口普查时，该镇有8699人。多佛建于1807年，其名称来源于英国海港城市多佛尔。